# Galatella
Galatella es un género de plantas con flores perteneciente a la familia de las asteráceas. Tiene 92 especies

## Taxonomía
Galatella fue descrito por  Alexandre Henri Gabriel de Cassini y publicado en Dictionnaire des Sciences Naturelles [Second edition] 37: 463, 488. 1825.

## Especies seleccionadas
| - Galatella acris - Galatella acutisquamoides - Galatella albiflora - Galatella altaica - Galatella amani - Galatella tatarica (antes: Aster tataricus) |